# 夏奇拉·肯恩
夏奇拉·肯恩（英語：Shakira Caine，1947年2月23日—），舊姓巴克什（Baksh），是一名蓋亞那-英國前女演員和時裝模特兒，印度裔人。她的丈夫是英國演員米高·肯恩。

## 早年生活
巴克什於1947年2月23日出生於英屬蓋亞那（今蓋亞那），父母是印度穆斯林。她的母親是一名裁縫師，她立志繼承母親的衣缽，成為一名時裝設計師。

## 職業生涯
19歲時，她在做秘書工作，在雇主的勸說下，她參加了1967年蓋亞那小姐比賽，並贏得冠軍。後來，她在1967年倫敦舉行的世界小姐比賽中獲得第三名，並決定留在倫敦開始模特兒生涯。
巴克什曾演出過多部電影，包括《Some Girls Do》（1969年）、《Carry On Again Doctor》（1969年）、《Toomorrow》（1970年）、《Son of Dracula》（1974年），以及與丈夫米高·肯恩合作的（1975年）。她還出演了兩集科幻電視劇。1970年6月，她參加同伴喬·格蘭特一角的試鏡，與第三任博士喬恩·珀特維一同出演。

## 個人生活

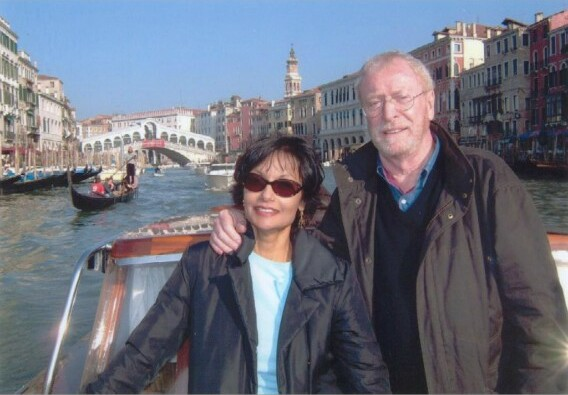
2014年，肯恩與丈夫米高·肯恩在威尼斯。

1971年，米高·肯恩在英國麥斯威爾咖啡的電視廣告中看到巴克什後，便一心想找到這位他認為是「他見過的最美麗的女人」。他從一位廣告業的朋友那裡得知，她就住在離他幾英里遠的倫敦。1973年1月8日，他們在阿爾及爾酒店結婚，育有一女娜塔莎。
巴克什是穆斯林，而她的丈夫是一名基督徒。他在2009 年向《衛報》表示「我的妻子是穆斯林，她做穆斯林的事情；我是基督徒，我做基督徒的事情，從來沒有人問過我。媒體對穆斯林的看法與我不同，我的看法是非常善良與和平的。」

## 延伸閱讀
- Webber, Richard. . HarperCollins Entertainment. 2005. ISBN 978-0-0071-8223-7.

## 外部連結
- 夏奇拉·肯恩在互联网电影资料库（IMDb）上的資料（英文）